# 天主教普热梅希尔总教区
天主教普熱梅希爾總教區（拉丁語：Archidioecesis Premisliensis Latinorum）是羅馬天主教在波蘭東南部設立的一個總教區，主教座堂設在普熱梅希爾的聖母升天聖若翰洗者聖殿總主教座堂。

## 歷史
普熱梅希爾教區於1375年4月13日成立，1992年3月25日升格為總教區。

## 現況
總教區下轄熱舒夫教區及扎莫希奇-盧巴丘夫教區。總教區於2011年時有723,986名教友（佔轄區總人口96.9%）、386個堂區、1,046名司鐸、215名修士和1,097名修女。現任總主教為亞當·沙爾，輔理主教為達黎·亞姆羅澤克和基道霍·胡焦，榮休總主教為若瑟·米哈利克。

## 外部連結
- Giga-Catholic Information （页面存档备份，存于）
- 天主教會聖統制 （页面存档备份，存于）
- 普熱梅希爾總教區（页面存档备份，存于）